# 純純 (歌手)

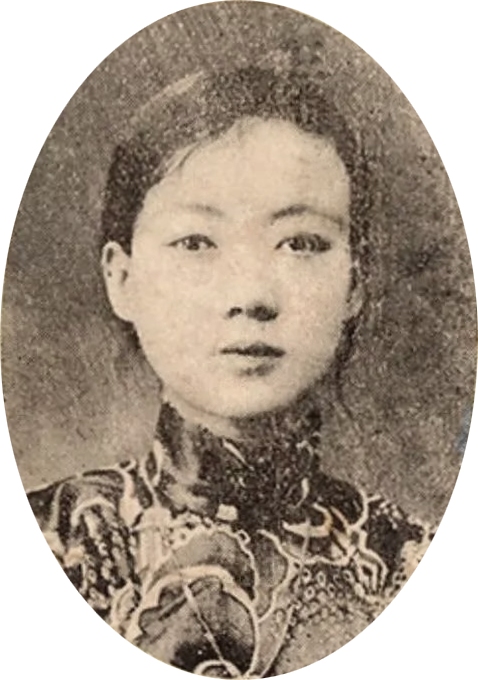
攝影於1930年代。

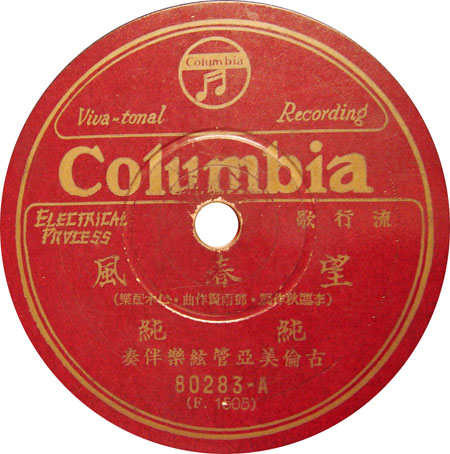
標示「純純」名字之《望春風》原版唱片，由古倫美亞唱片發行。

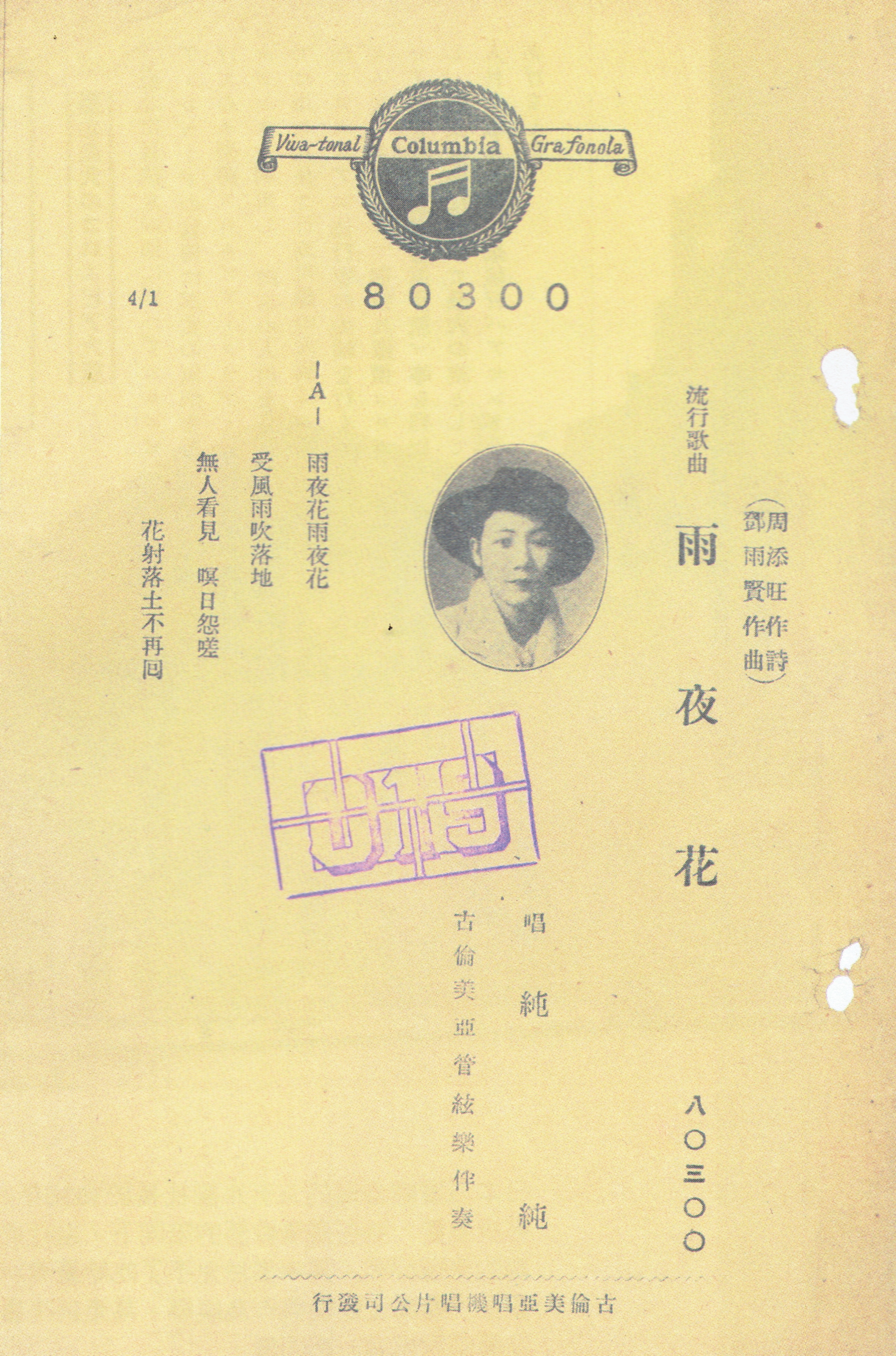
約1934年發行之《雨夜花》歌曲資訊頁，上面印有她的頭像。

劉清香（1914年—1943年1月8日），婚後從夫姓作白石清香，藝名純純，是出身臺北的歌仔戲演員及台語流行音樂歌手。 她的代表演唱作品有〈月夜愁〉、〈跳舞時代〉、〈望春風〉、〈雨夜花〉、〈四季紅〉、〈滿面春風〉、〈江上月影〉等。

## 生平

### 早年生活
她的父母以擺攤賣麵維生，家境清貧。13歲時，她自公學校輟學，加入歌仔戲戲班學習唱戲，並在不久後成為當家小生。 她因意外導致一眼裝上義眼。

### 流行音樂事業
1929年，她與音樂家張福來與林泰山等於小鳳園樂團從事演藝活動，並接受古倫美亞邀請，開始於臺北進行錄音。當年，他們一同錄製數部「改良採茶戲」，如《紅娘過渡》、《遊河南》及《浪子回家》等；這些作品之使用語言全為客家話。《三六九小報》報導稱她家鄉在新竹地區，因此有論者認為她可能有客家背景。
1930年，她脫離小鳳園樂團，並前往東京灌錄獨唱之歌仔曲；本次作品古倫美亞雖將之標榜為臺灣本土歌仔戲，但聘請管弦樂團進行伴奏，並在產品上標示「ジャズバンド」或「ジャズオーケストラ」（爵士樂團）等字樣；本次歌仔戲劇目有《鄭元和》、《陳三磨鏡》、《孟姜女》等。
1932年，她開始灌錄風格屬於早期流行音樂的作品，其中之〈桃花泣血記〉大受市場歡迎；當時臺灣受歡迎的音樂風格仍多為北管、南管、歌仔戲、採茶歌等。當時，已有藝旦秋蟾〈烏貓行進曲〉、匏仔桂〈五更思君〉及阿快〈跪某歌〉等流行歌曲作品出現於臺灣之唱片市場。
她也灌錄了世界各地流行音樂之翻唱作品，如來自中國的〈毛毛雨〉、〈求愛秘訣〉，來自日本的〈That's OK〉、〈草津節〉，來自美國的〈Dinah〉、〈By the Waters of the Minnetonka〉等。
她的流行音樂事業活躍至1940年代之臺灣。她的演唱音樂風格包括小調和受當時歐美和日本當代文化影響之歌曲。其中知名作品包括《四季紅》、《望春風》、《雨夜花》、《月夜愁》與《桃花泣血記》（發行時在臺灣作為同名之上海電影之宣傳歌曲，並被英譯為）等。
1937年盧溝橋事變使得中日之間戰爭全面爆發；在當時政治環境等條件下，臺灣各唱片公司調整人事與唱片發行計劃，她在同年結束與古倫美亞唱片之合作關係（p. 877），轉入日東唱片擔任臨時歌手。隨後，她演唱姚讚福譜曲之〈送君曲〉並使之流行。
因為時局動盪、生活物資缺乏，以及工作機會、收入經濟不穩，她的健康明顯衰退，又被日裔丈夫（其姓氏為白石）傳染結核病，並因此影響其歌聲。

### 私人生活
她一度在大稻埕新舞臺斜對面經營咖啡館；因其知名度生意不錯，她也在經營過程中與訪客發生一些愛情關係。
她曾與一名臺北帝國大學張姓學生兼顧客發生密切的愛情關係，對方也有意娶她為妻；但被對方父母以時下賣藝女性社會地位低落等理由堅決反對，最終分手。
後來，她與一位姓氏為白石的日裔顧客發展愛情關係，隨後與之結婚。然而白石氏婚後疏於工作而多有消費，又患結核病；結核病在當時無法醫治且致死率高，又容易傳染給與病患接觸者。她的母親多次要求她以事業和身體健康為重，遠離白石氏，但她選擇留下。
隨著白石氏病情加重，她陷入死別之恐懼中。雖被勸告遠離白石氏避遭傳染，但她可能是因為兩人始終密切相處接觸，她也被確認染上結核病。
後來，她在那卡諾等人陪伴下過完人生最後時光。
愛愛是她的同事兼好友。

## 流行音樂演唱作品

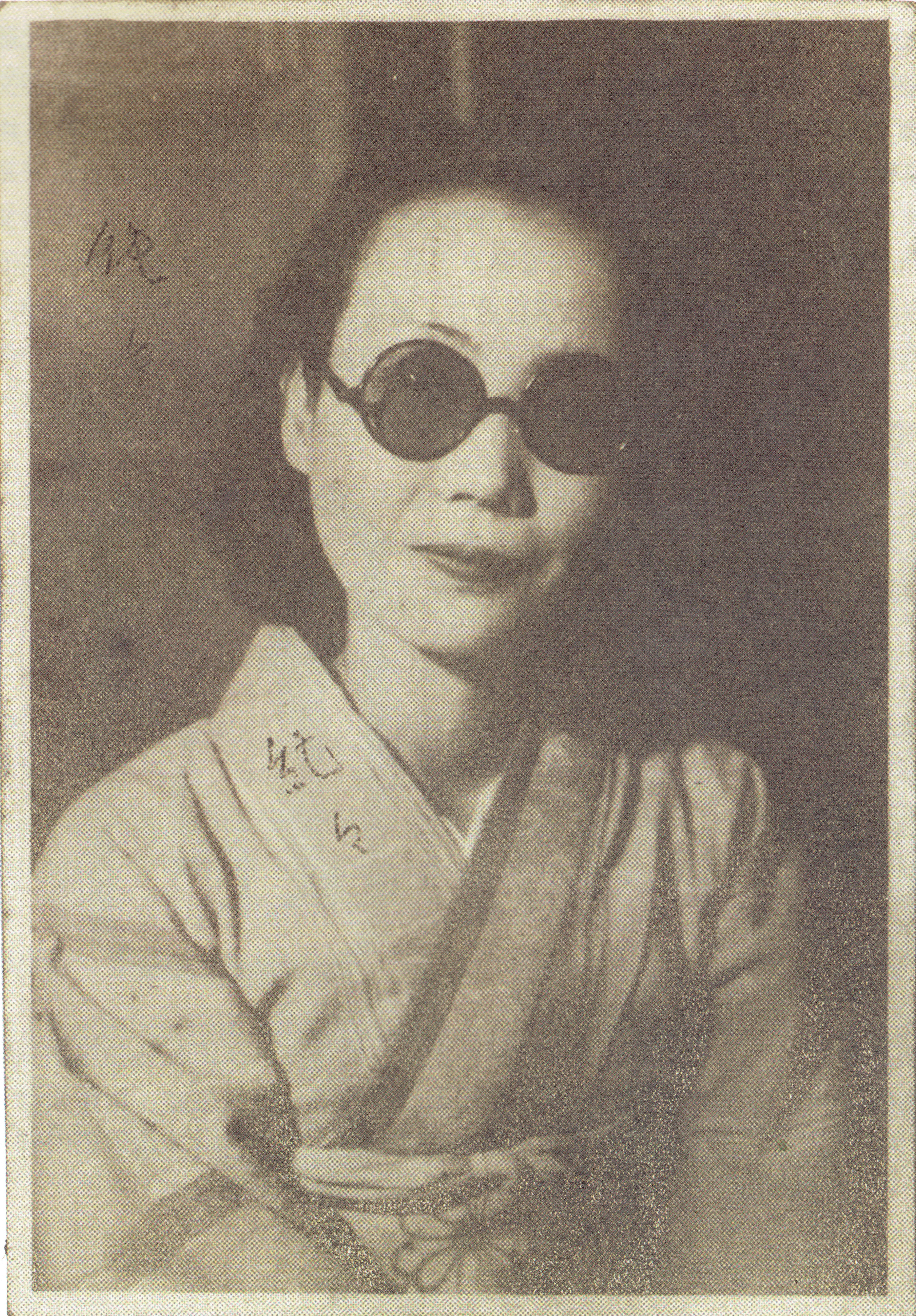
攝影於約1937年。

唱片（pp. 1066-1077）
- 1932年

- 《桃花泣血記》

作曲：王雲峰
作詞：詹天馬
出版公司：古倫美亞唱片
- 《愛玉自嘆》

作曲：王文龍
作詞：梁松林
出版公司：古倫美亞唱片
- 1933年

- 《跳舞時代》

作曲：鄧雨賢
作詞：陳君玉
出版公司：古倫美亞唱片
- 《望春風》

作曲：鄧雨賢
作詞：李臨秋
出版公司：古倫美亞唱片
- 《雨夜花》

作曲：鄧雨賢
作詞：周添旺
出版公司：古倫美亞唱片
- 《倡門賢母》

作曲：蘇桐
作詞：李臨秋
出版公司：古倫美亞唱片
- 1934年

- 《滿面春風》

作曲：鄧雨賢
作詞：周添旺
合唱：愛愛
出版公司：古倫美亞唱片
- 《江上月影》

作曲：鄧雨賢
作詞：周添旺
出版公司：古倫美亞唱片
- 1935年

- 《我愛你》

作曲：鄧雨賢
作詞：李臨秋
出版公司：古倫美亞唱片
- 《想要彈像調》

作曲：鄧雨賢
作詞：陳君玉
出版公司：古倫美亞唱片
- 1937年攝影於約1937年。

- 《送君曲》

作曲：姚讚福
作詞：李臨秋
出版公司：台灣日東唱片
- 《夜半大稻埕》

作曲：姚讚福
作詞：陳君玉
出版公司：古倫美亞唱片
- 1938年

- 《四季紅》

作曲：鄧雨賢
作詞：李臨秋
合唱：豔豔
出版公司：台灣日東唱片
- 《慰問袋》

作曲：鄧雨賢
作詞：李臨秋
出版公司：台灣日東唱片
- 1940年

- 《南國花譜》

作曲：鄧雨賢
作詞：周添旺
合唱：愛愛
出版公司：古倫美亞唱片
- 年份不詳

- 《不愿煞》

作曲：姚讚福
作詞：李臨秋
出版公司：台灣日東唱片
- 《月給日》

作曲：姚讚福
作詞：李臨秋
合唱：黎明美
出版公司：台灣日東唱片
- 《賣花娘》

作曲：尤生發
作詞：陳君玉
出版公司：台灣日東唱片
- 《姊妹愛》

作曲：姚讚福
作詞：遊吟
合唱：鈴鈴
出版公司：台灣日東唱片
- 《廣東夜曲》

作曲：鄧雨賢
作詞：遊吟
出版公司：台灣日東唱片

## 在流行文化中

### 影視作品

#### 紀錄片
- 《跳舞時代》（2003年）[9]

#### 音樂劇
- 《四月望雨》（2007年）[10]

#### 電視劇
- 《歌謠風華-初聲》（2012年）
  - 《純純》（2014年）[11]

#### 影視形象
| 年份      | 作品     | 演員   |
| --------- | -------- | ------ |
| 2007-2010 | 四月望雨 | 洪瑞襄 |
| 2022      | 四月望雨 | 賴珮如 |

| 年份 | 作品          | 演員   |
| ---- | ------------- | ------ |
| 2012 | 歌謠風華-初聲 | 周幼婷 |

### 文藝作品

#### 小說
- 《穿樂吧！1934女孩》

#### 漫畫
- 《1934穿越的星與夢》

### 書籍
- 呂鈺芬; 徐玫玲; 溫秋菊; 顏綠芬; 賴淑惠. 陳郁秀（總策劃） , 编. . 中華民國文化建設委員會、國家文化總會、財團法人白鷺鷥文教基金會 (遠流). 2008-11-15. ISBN 978-957-326-395-1.